# Albert Bachmann (Beamter)
Albert «Bert» Bachmann (* 26. November 1929 in Albisrieden, heute Teil Zürichs; † 12. April 2011 in Cork, Irland) war ein Schweizer Nachrichtendienst-Offizier.

## Leben
Bachmann sympathisierte in seiner Jugend mit dem Kommunismus, wandte sich aber 1948 von der Jugendorganisation Freie Jugend und deren Mutterpartei PdA ab. Während des Kalten Krieges sah er die Schweiz durch die Sowjetunion bedroht. Er war der letzte Chef des Büros Ha, Mitverfasser des Soldatenbuches von 1958 und Hauptautor des Zivilverteidigungsbuches von 1969. Im Biafra-Krieg war er Delegierter des IKRK.
1976 wurde Bachmann Chef des Spezialdienstes (Deckname: «Tom») innerhalb der Untergruppe Nachrichtendienst und Abwehr (UNA) des Eidgenössischen Militärdepartements (EMD, heute VBS). In seinen Aufgabenbereich fielen die Weiterführung der Widerstandsvorbereitungen für den Fall einer Besetzung der Schweiz (später P-26) und der Aufbau eines ausserordentlichen Nachrichtendienstes (später P-27). Bachmann gelang es, private Kreise zu überzeugen, ein Hotel (Liss Ard Estate in Cork) in Irland zu erwerben. Er wollte es als Treffpunkt für Mitarbeiter des ausserordentlichen Nachrichtendienstes nutzen. Ausserdem schlug er vor, das Hotel als Standort einer möglichen Exilregierung im Falle einer Besetzung der Schweiz zu nutzen. Bachmanns Pläne enthielten auch die Evakuierung der Goldreserven der Schweizerischen Nationalbank durch die Swissair.
Sein Vorgesetzter beschrieb Bachmann in einem Bericht aus dem Jahr 1980 als «schillernde Persönlichkeit» mit «abenteuerlichen Zügen» und einer «vorwärtsdrängenden Phantasie», welche «ständig neue Sicherheitsrisiken» schuf.

### Bachmann/Schilling-Affäre
Im Herbst 1979 schickte Bachmann seinen Mitarbeiter Kurt Schilling in geheimer Mission zur Raumverteidigungsübung 79 des österreichischen Bundesheers, um herauszufinden, wie lange die österreichische Armee einem Angriff der Sowjetunion im Ernstfall standhalten könnte. Schilling übte diesen Auftrag dermassen auffällig und dilettantisch aus, dass er in St. Pölten von der Spionageabwehr sofort bemerkt und aufgegriffen wurde. In der darauffolgenden Einvernahme durch die österreichischen Behörden gab Schilling seinen Spionageauftrag und Auftraggeber preis. Damit war Bachmann enttarnt und wurde vom Leiter des Eidgenössischen Militärdepartements, Bundesrat Chevallaz, in den vorzeitigen Ruhestand versetzt. Kurze Zeit später musste auch sein Adlat, Rudolf Moser (1942–2009), den Spezialdienst verlassen.
Pensionär Bachmann übersiedelte auf sein irisches Landgut und verstarb dort 81-jährig am 12. April 2011.

## Werke (Auswahl)
- Soldatenbuch. Auf Dich kommt es an. Hrsg.: Gruppe für Ausbildung, Red.: Richard Merz; Albert Bachmann. Eidg. Drucksachen- und Materialzentrale, Bern 1958.
- Zivilverteidigung. Verfasst und gestaltet von Albert Bachmann und Georges Grosjean, Hrsg.: Eidg. Justiz- und Polizeidepartement im Auftrag des Bundesrates. Miles-Verlag, Aarau 1969.